# Tel Aviv Pioneers 2018-2019
Questa voce raccoglie le informazioni riguardanti i Tel Aviv Pioneers nelle competizioni ufficiali della stagione 2018-2019.

## Israel Football League 2018-2019

### Pre-season
| 9 novembre 2018, ore 10:00 | Mazkeret Batya Silverbacks | 12 – 26 | Tel Aviv Pioneers |  |

### Stagione regolare
| Gerusalemme 15 novembre 2018, ore 20:00 | Jerusalem Lions | 46 – 0 (23-0 9-0 7-0 7-0) referto | Tel Aviv Pioneers | Kraft Sports Campus (49 spett.)\| Arbitro: \| Greisas \| |
| Arbitro:                                | Greisas         |                                   |                   |                                                          |

| Mazkeret Batya 23 novembre 2018, ore 10:00 | Mazkeret Batya Silverbacks | 6 – 22 (0-8 0-6 6-8 0-0) referto | Tel Aviv Pioneers | (24 spett.)\| Arbitro: \| Luz \| |
| Arbitro:                                   | Luz                        |                                  |                   |                                  |

| Tel Aviv 30 novembre 2018, ore 10:11 | Tel Aviv Pioneers | 6 – 42 (0-20 6-22 0-0 0-0) referto | Petah Tikva Troopers | Università di Tel Aviv (41 spett.)\| Arbitro: \| Luz \| |
| Arbitro:                             | Luz               |                                    |                      |                                                         |

| Gerusalemme 13 dicembre 2018, ore 20:00 | Ramat HaSharon Hammers | 8 – 28 (0-8 8-8 0-12 0-0) referto | Tel Aviv Pioneers | Kraft Sports Campus (32 spett.)\| Arbitro: \| Koussevitsky \| |
| Arbitro:                                | Koussevitsky           |                                   |                   |                                                               |

| Tel Aviv 28 dicembre 2018, ore 10:00 | Tel Aviv Pioneers | 28 – 8 (14-0 8-0 0-0 6-8) referto | Ramat HaSharon Hammers | Università di Tel Aviv (19 spett.)\| Arbitro: \| Koussevitsky \| |
| Arbitro:                             | Koussevitsky      |                                   |                        |                                                                  |

| Tel Aviv 4 gennaio 2019, ore 10:30 | Tel Aviv Pioneers | 24 – 6 (6-0 6-6 6-0 6-0) referto | Judean Rebels | Università di Tel Aviv (24 spett.)\| Arbitro: \| Luz \| |
| Arbitro:                           | Luz               |                                  |               |                                                         |

| Tel Aviv 18 gennaio 2019, ore 10:00 | Tel Aviv Pioneers | 22 – 38 (8-0 0-6 6-12 8-20) referto | Jerusalem Lions | Università di Tel Aviv (23 spett.)\| Arbitro: \| Sela \| |
| Arbitro:                            | Sela              |                                     |                 |                                                          |

| Be'er Sheva 26 gennaio 2019, ore 21:00 | Beersheva Black Swarm | 32 – 40 (6-12 0-6 6-6 20-16) referto | Tel Aviv Pioneers | Maccabi Be'er Sheva (27 spett.)\| Arbitro: \| Luz \| |
| Arbitro:                               | Luz                   |                                      |                   |                                                      |

| Gerusalemme 8 febbraio 2019, ore 10:45 | Haifa Underdogs | 14 – 6 (d.t.s.) (6-0 0-0 0-6 0-0 8-0) referto | Tel Aviv Pioneers | Kraft Sports Campus (44 spett.)\| Arbitro: \| Sela \| |
| Arbitro:                               | Sela            |                                               |                   |                                                       |

### Playoff
| 15 febbraio 2019, ore 9:00 | Tel Aviv Pioneers | 44 – 16 | Judean Rebels |  |

| Gerusalemme 21 febbraio 2019, ore 19:00 | Jerusalem Lions | 47 – 8 (12-0 6-8 22-0 7-0) referto | Tel Aviv Pioneers | Kraft Sports Campus |

### Statistiche di squadra
| Competizione | %Vittorie | In casa | In casa | In casa | In casa | In casa | In casa | In trasferta | In trasferta | In trasferta | In trasferta | In trasferta | In trasferta | Totale | Totale | Totale | Totale | Totale | Totale |
| Competizione | %Vittorie | G       | V       | N       | P       | Pf      | Ps      | G            | V            | N            | P            | Pf           | Ps           | G      | V      | N      | P      | Pf     | Ps     |
| ------------ | --------- | ------- | ------- | ------- | ------- | ------- | ------- | ------------ | ------------ | ------------ | ------------ | ------------ | ------------ | ------ | ------ | ------ | ------ | ------ | ------ |
| Preseason    | 1.000     | 0       | 0       | 0       | 0       | 0       | 0       | 1            | 1            | 0            | 0            | 26           | 12           | 1      | 1      | 0      | 0      | 26     | 12     |
| Campionato   | .556      | 4       | 2       | 0       | 2       | 80      | 94      | 5            | 3            | 0            | 2            | 96           | 106          | 9      | 5      | 0      | 4      | 176    | 200    |
| Playoff      | .500      | 1       | 1       | 0       | 0       | 44      | 16      | 1            | 0            | 0            | 1            | 8            | 47           | 2      | 1      | 0      | 1      | 52     | 63     |
| Totale       | .583      | 5       | 3       | 0       | 2       | 124     | 110     | 7            | 4            | 0            | 3            | 130          | 165          | 12     | 7      | 0      | 5      | 254    | 275    |